# Ma’arrat Hurma
Ma’arrat Hurma (arab. معرة حرمة) – miejscowość w Syrii, w muhafazie Idlib. W 2004 roku liczyła 7216 mieszkańców.